# 奥特施泰特号护航驱逐舰
奥特施泰特号护航驱逐舰（英語：USS Otterstetter，舷号：DE-244），是美国海军于第二次世界大战期间建造的一艘埃德索尔级护航驱逐舰，其舰名取自在珍珠港事件中阵亡的卡尔·威廉·奥特施泰特（Carl William Otterstetter）二等兵。
该舰由小迈尔斯·P·雷佛（Miles P. Refo, Jr.）女士冠名，于1942年11月9日在德克萨斯州休斯敦布朗造船公司铺设龙骨，随后于1943年1月19日下水。1943年8月6日，奥特施泰特号正式服役，交由威廉·巴克斯特·波特（William Baxter Porter）少校指挥。

## 设计与装备
埃德索尔级护航驱逐舰的设计与巴克利级护航驱逐舰类似，均采用长船体并建有较高的舰桥。该级护航驱逐舰配备3英寸（76毫米）50倍径单装主炮，后续曾计划更换为5英寸（127毫米）38倍径主炮，但最终没有实际执行。该级护航驱逐舰由4台费尔班克斯-莫尔斯38D8-1/8-10内燃机提供动力，总功率最高可达6000匹马力，最高航速21节。其燃料舱可携带312吨重油，在12节航速下航程可达11000海里。此外，该级舰船还配备有较完善的侦查搜索系统，包括SL或SU水面雷达、SA对空雷达、QC声呐系统以及用于监听潜艇无线电的HF/DF天线。

## 服役历史
服役后的奥特施泰特号在美国东岸进行了试航调整，随后于11月14日加入护航舰队，护送船团由弗吉尼亚州诺福克前往卡萨布兰卡。12月2日，船队顺利抵达目的地，随后于圣诞节当天返抵纽约。1944年2月，她又参加了一次该航线的护航任务。5月24日，奥特施泰特号被调往北大西洋航线，护送船队经纽芬兰阿真舍前往英国。
1945年7月16日，奥特施泰特号启程经关塔那摩湾、巴拿马运河、圣迭戈前往珍珠港。在夏威夷水域短暂训练后，她被调往西太平洋协助处置战后事宜，8月29日，她抵达塞班岛，9月1日，她进驻硫磺岛，但很快就被调往日本本土水域，最终于11月3日抵达目的地。12月2日，奥特施泰特号返回马里亚纳群岛，29日，她再次出发前往冲绳岛，随后于31日驶抵东京。
1946年1月4日，奥特施泰特号出发前往仁川，任务完成后，她于2月14日返回冲绳。此后一段时间，她都在东亚海域巡航，并先后于3月29日和4月6日驻留佐世保和上海。4月8日，奥特施泰特号启程返回美国本土，最终于5月15日抵达南卡罗来纳州查尔斯顿。此后，她接受了退役前大修并于9月10日离厂前往格林科夫斯普林斯封存。9月21日，奥特施泰特号正式退役并加入美国海军预备舰队。
1951年6月1日，查尔斯顿海军造船厂开始翻新和改造奥特施泰特号，12月，她被重新分类为雷达哨戒驱逐舰DER-244。1952年6月6日，奥特施泰特号重归现役，7月19日，她加入美国海军大西洋舰队第16护航中队。在关塔那摩湾完成试航调整后，奥特施泰特号前往位于大西洋沿岸的预定阵位开启其雷达哨戒工作，此后的数年内，她一直执行该项任务。
1960年6月20日，奥特施泰特号退役。1974年8月1日，她自美国海军除籍，随后于1976年2月15日在波多黎各外海被作为靶舰击沉。

## 荣誉
奥特施泰特号服役期间所获荣誉如下：
|  |  |  |
|  |  |  |

| 美国战役奖章 | 亚太战役奖章 |

| 第二次世界大战胜利奖章 | 国防部服役奖章 | 菲律宾解放奖章 |

## 历任舰长
| 姓名       | 译名                   | 军衔 | 所属军种       | 任职时间                     |
| ---------- | ---------------------- | ---- | -------------- | ---------------------------- |
|            | 威廉·巴克斯特·波特     | 少校 | 美国海军       | 1943年8月6日                 |
|            | 伦纳德·埃德加·惠特莫尔 | 少校 | 美国海军预备役 | 1943年12月26日               |
|            | 小威廉·奥利·奥斯丁     | 少校 | 美国海军       | 1945年12月13日-1946年9月10日 |
|            | 约翰·保罗·沙利文       | 少校 | 美国海军       | 1952年6月6日                 |
|            | 梅伦·特鲁斯顿·斯科特   | 少校 | 美国海军       | 1955年2月5日                 |
|            | 鲁道夫·瓦伦蒂诺·拜厄第 | 少校 | 美国海军       | 1958年6月7日-1960年6月20日   |
| 参考文献： |                        |      |                |                              |